# Mitsubishi Ki-57
Le Mitsubishi Ki-57 est un avion de transport de passagers japonais, développé à partir du bombardier Ki-21, au début des années 1940.

## Conception et développement
En 1938, en début de service du Ki-21 dans l'Armée impériale japonaise, sa capacité attire l'attention de la compagnie aérienne impériale japonaise. En conséquence, une version civile est élaborée en conservant sa motorisation mais avec l'intégration d'un nouveau fuselage pour fournir un hébergement maximal de 11 passagers. Cette version de transport intéresse également la Marine impériale japonaise. Après le vol d'un prototype en août 1940 et des tests ultérieurs, il est lancé en production pour usage civil et militaire.

## Variantes
- Ki-57-I Army Type 100 Transport Model 1 : Environ 100 appareils de ce type ont été construits, y compris la version civile.
- MC-20-I : Même chose que ci-dessus mais conçu pour une utilisation civile de la compagnie aérienne impériale japonaise.
- Ki-57-II Army Type 100 Transport Model 2 : Équipement et améliorations mineures. 306 appareils de ce type ont été produites avant la fin de la production en Janvier 1945.
- MC-20-II : Même chose que ci-dessus mais conçu pour une utilisation civile de la compagnie aérienne impériale japonaise.
- L4M1 : Un petit nombre de Ki-57 ont été transférées pour la marine impériale japonaise ont été renommés L4M1.